# دلبات
دلبات (تسمى حاليا بتل الدليم) هي مدينة سومرية قديمة تقع جنوب بابل على الضفة الشرقية لنهر الفرات في محافظة بابل (محافظة) في العراق، وكانت مدينة دلبات تحتوي على زقورة أي-ابي-انو لعبادة الالهة اوراش.

## تاريخ المدينة
تم تأسيس مدينة دلبات خلال السلالة السومرية الثانية قبل حوالي 2700 سنة قبل الميلاد وكانت خاضعة لمر العصور على سيطرة الأكديين والبابليون والكاشيين والساسانيين وبعدها للالعرب المسلمين وكانت زراعة القمح منتشرة بها وكانت تمر بها قناة اراهتو.

## الحفريات
كشفت الحفريات في تل الدليم عن وجود مدينة سومرية قديمة في ذلك الموقع وكان عالم الآثار العراقي هرمزد رسام قد كشف بعض الألواح الطينية كانت تعود إلى حوالي الألف الثالث قبل الميلاد.